# MAN Lion’s Intercity LE
MAN Lion’s Intercity LE — низкопольный вариант MAN Lion’s City. Является преемником автобусов MAN Lion’s City LE и MAN Lion’s City LE Ü. 
Серийно автобус выпускается с 2021 года. В отличие от MAN Lion’s Intercity, автобус оборудован низким полом.
Конкурентами автобуса являются ЛиАЗ-5292.65-03 и МАЗ-206.

## Модификации
- LE 12 City Bus[8].
- LE 13 City Bus[9].
- LE 14[10]. Трёхосный автобус, выпускаемый с 2024 года[11].